# ピエル・シルヴィオ・ベルルスコーニ
ピエル・シルヴィオ・ベルルスコーニ（Pier Silvio Berlusconi、1969年4月28日 - ）は、企業幹部であり、フィニンヴェスト顧問、メディアセット会長を務めている。

## 略歴
ピエル・シルヴィオ・ベルルスコーニは、1969年春にシルヴィオ・ベルルスコーニとカーラ・ベルルスコーニの長男として生まれた。
ピエル・シルヴィオはフィニンヴェストSpAの取締役会の一員である。
1992年以来ベルルスコーニ一門内に複数の職を歴任。もっとも重要なイタリアの民放テレビネットワークメディアであるメディアセット会長を務める。また、SRLの会長兼最高経営責任者（CEO）となっている。シルヴィオ・ベルルスコーニの跡継ぎ。ACミランに対しても相当の発言力を有している。また、Holding Quintaの株式の7.65％を保有している。